# Híres újpestiek listája
Újpesthez kötődő személyek listája.

## Újpesten éltek, dolgoztak, születtek

### Újpesten születtek
- Acsády Károly (1907–1962) író, költő, újságíró
- Aulich György (1830–1901) honvédtiszt
- Bakos Lehel okleveles építészmérnök (1938–)
- Bálint Lajos (1886–1974) író, újságíró, dramaturg
- Banga Ferenc (1947) festő
- Baránszky-Jób László (1897–1987) esztéta, irodalomtörténész
- Bárdy Gabi (1876–1965) színésznő
- Bátori Irén (1905–1958) író
- Bence Gyula (1911–1998) festőművész, esztéta
- Biksza Miklós (1924–1956) politikai funkcionárius, az 1956-os forradalom utáni „rendteremtés” időszakának legmagasabb pártbeosztású kommunista áldozata
- Biringer Lajos (1918–1994) birkózó
- Bodrogi Tibor (1924–1986) etnográfus
- Bokros Birman Dezső (1889–1965) szobrászművész, grafikus
- Csala Zsuzsa (1933-2014) színésznő
- Csaplár Vilmos (1947) író
- Farkas Aladár (1909–1981) szobrászművész, Munkácsy Mihály (1950, 1953) és SZOT-díjas (1972), érdemes művész (1971)
- Farkas Sándor (1936–2022) műrepülő
- Földes László (Hobo) (1945) énekes, dalszerző, író stb.
- Gönczi Ferenc (1861 – 1948) tanár, néprajzkutató
- Hack Frigyes (1933–2016) egyetemi oktató, wikipédista
- Halassy Olivér (1909–1946) úszó, vízilabdázó, olimpiai bajnok, Európa-bajnok
- Havas Henrik (1949) riporter, műsorvezető
- Joviczky József (1918–1986) operaénekes, az Operaház örökös tagja
- Jóna Magda (1934-1993) kézilabdázó, világbajnok (1965), magyar bajnok, gólkirálynő, világválogatott (1957)
- Killmann Viktor (1900–1975) gépészmérnök, műszaki szakíró.
- Kollarik Amália (1928-2007) tankönyvíró (földrajztudomány), kutatóprofesszor[1]
- Laziczius Gyula (1896–1957) nyelvész, irodalomtörténész, az MTA tagja
- Major Ákos (1908–1987) jogász, hadbíró
- Mészáros Gyula (1928) filmrendező
- Nagy Miklós (1938) játékvezető, játékvezető-ellenőr, sportvezető
- Németh Alajos (1956) basszusgitáros, zeneszerző
- Pannonhalmi Zsuzsa (1949) keramikus
- Radó Sándor (1899–1981) geográfus, szovjet kém
- Sándor Kálmán (1903–1962) író, újságíró
- Soós Ferenc (1919–1981) négyszeres világbajnok asztaliteniszező
- Szabó Mihályné Pinczés Klára (1935–2016) református lelkésznő, tanárnő, írónő
- Széles Gábor (1945–) üzletember
- Szépvölgyi Zoltán (1921–2006) Budapest tanácselnöke 1971–1986 között[2]
- Szőnyi István (1894–1960) festő
- Szűcs Gabi (1972) énekesnő
- Trokán Péter (1946) színész

### Újpesten éltek, dolgoztak

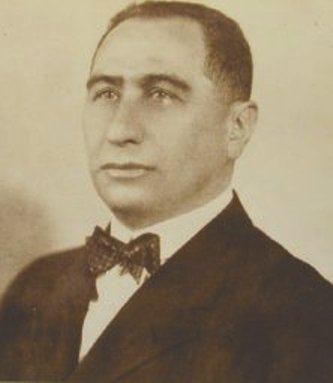
Aschner Lipót

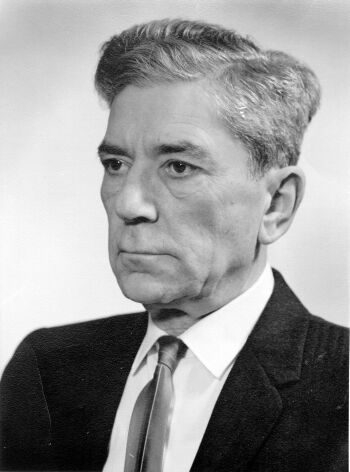
Bay Zoltán

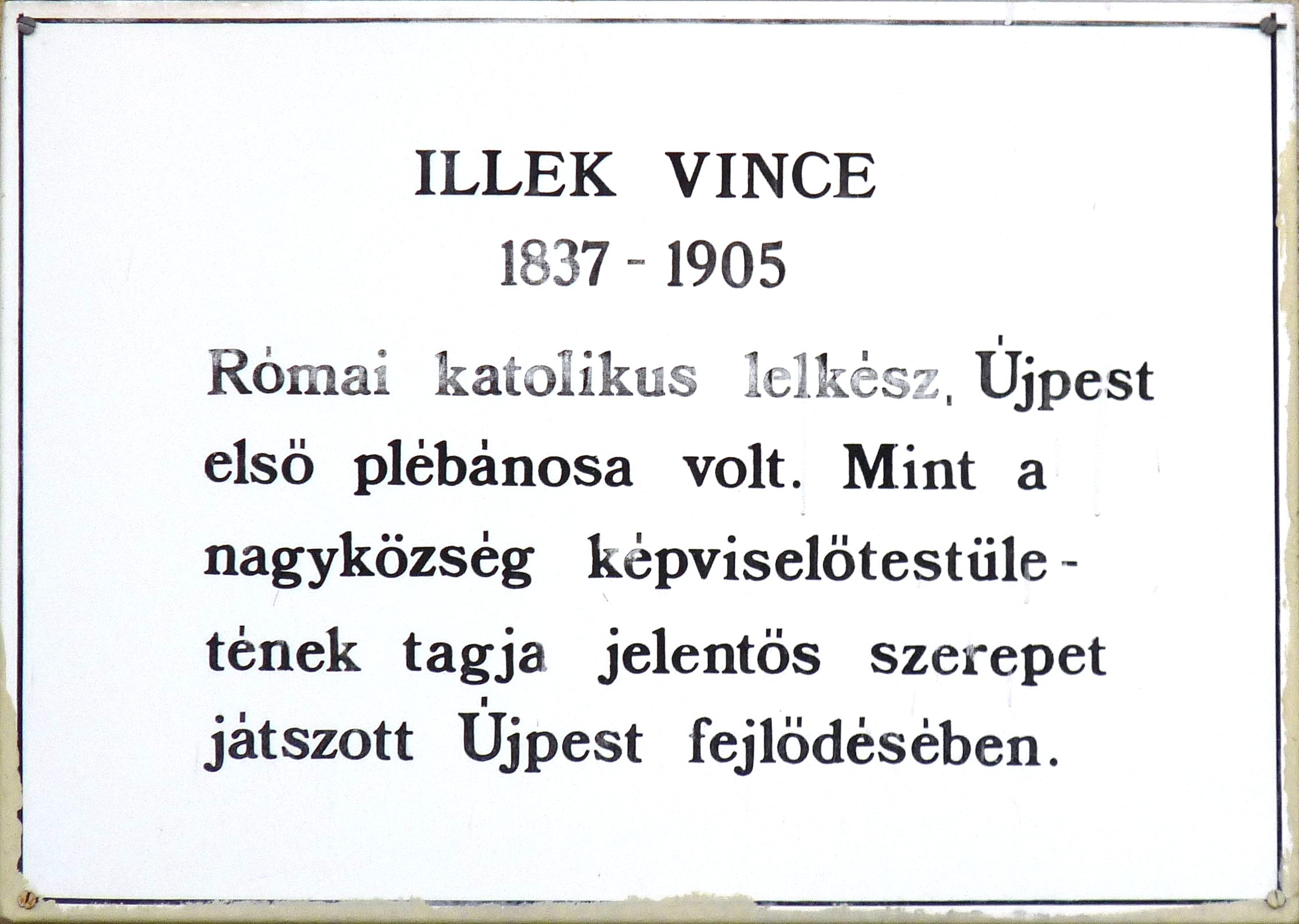
Illek Vince római katolikus lelkész, Újpest első plébánosának emléktáblája

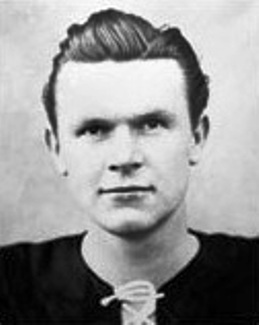
Szusza Ferenc

- Aggházy Tibor (1880–1956) Aggházy Gyula fia. MÁV főfelügyelő. Városi képviselő, a Zeneművelő Egyesület titkára. A Nap utcai templom tervezője.
- Aschner Lipót (1872–1952) üzletember, az Egyesült Izzó felvirágoztatója, a Tungsram márkanév bejegyeztetője, az Újpesti Torna Egylet elnöke és mecénása.
- Babits Mihály (1883–1941): költő, író, műfordító. Az 1911–12-es tanévben a Könyves Kálmán Gimnáziumban tanított.
- Bay Zoltán (1900–1992): magyar fizikus, az MTA tagja, az Egyesült Izzó műszaki igazgatója és laboratóriumvezetője, a magyar Hold-radar-kísérlet vezetője
- Berda József (1902–1996): költő
- Bródy Imre (1891–1944) magyar fizikus, kémikus, feltaláló, a modern kriptongázas villanylámpa kifejlesztője.
- Dózsa László (1942–2023) érdemes művész színművész, az Újpest Színház főrendezője
- Erkel Gyula (1842–1909) karmester, zeneszerző, pedagógus, Erkel Ferenc fia
- Fényes Elek (1807–1876) statisztikus, az MTA tagja
- Fenyő Miklós (1947–) énekes, zenekarvezető, billentyűs
- Hanaman Ferenc (1878–1941) vegyészmérnök, a volfrámszálas izzólámpa szabadalmaztatója.
- Illek Vince (1837–1905) római katolikus lelkész, Újpest első plébánosa
- Dr. Just Sándor (1874–1937) vegyészmérnök, a volfrámszálas izzólámpa szabadalmaztatója.
- Kaffka Margit (1880–1918) tanár, író, költő. 1907-től 1912-ig az újpesti I. Királyi Állami Polgári Leányiskola tanítónője volt.
- Lebstück Mária (1830–1892) honvédtiszt
- Lőwy Izsák (1793– 1847) tímármester, Újpest község első bírója.
- Millner Tivadar (1899–1988) az alaktartó volfrámszál kifejlesztője.
- Pfeifer Ignác (1868–1941) műegyetemi professzor
- Pörge Gergely (1858–1930) festőművész
- Selényi Pál (1884–1954) a fénymérés és a képátvitel tudósa
- Stromfeld Aurél (1878–1927) katonatiszt, a magyarországi Tanácsköztársaság alatt vezérkari főnök
- Szigeti György (1905–1978) fizikus, villamosmérnök, az MTA rendes tagja
- Szörényi Levente (1945–) zeneszerző, gitáros, énekes, szövegíró
- Szusza Ferenc (1923–2006) labdarúgó, edző
- Ugró Gyula (1865–1949) Újpest első polgármestere
- Winter Ernő (1897–1971) vegyészmérnök, feltaláló az MTA tagja
- Wolf Emil (1886–1947) vegyészmérnök, feltaláló

### Újpesten élnek, dolgoznak
- Abajkovics Péter költő, szerkesztő, képzőművész
- Harsányi Gábor Jászai Mari-díjas színművész, az Újpest Színház művészeti vezetője, színiiskola vezető
- Majláth Mikes László humorista
- Rékasi Attila fotóművész [3]
- Tompa Andrea írónő, színikritikus [4]
- Varga Ferenc József Stuttgartban született Karinthy-gyűrűs magyar humorista

## Újpest díszpolgárai[5]
- 1887 Kemény Gusztáv Váci járási főszolgabíró;
Tóth József Pest megyei tanfelügyelő;
Bellágh Imre Pest megye főügyésze
- 1889 Kossuth Lajos Magyarország kormányzója
- 1990 Beniczky Ferenc Pest megye főispánja
- 1901 Wlassics Gyula Vallás- és közoktatási miniszter; 
Plósz Sándor Igazságügyminiszter
- 1904 Wolfner Lajos gyáros
- 1906 Fazekas Ágoston Pest megyei alispán;
Ivánka Pál Váci járási főszolgabíró
- 1914 Wolfner Tivadar gyáros
- 1927 Kis Sándor ügyvéd, országgyűlési képviselő; 
Varázséji Béla apátplébános;
Kollár Miklós gyáros
- 1928 Vass József Népjóléti- és munkaügyi miniszter
- 1930 Preszly Elemér Pest megye főispánja
- 1939 Pállya Celesztin képzőművész
- 2012 Pásztor Erzsi színművésznő